# 로런 C. 메이휴
로런 C. 메이휴(Lauren C. Mayhew, 1985년 11월 27일 ~ )는 미국의 배우이다.